# Opius elsalvadorensis
Opius elsalvadorensis är en stekelart som beskrevs av Fischer 1966. Opius elsalvadorensis ingår i släktet Opius och familjen bracksteklar. Inga underarter finns listade i Catalogue of Life.